# بیوت مدوز (کالیفرنیا)
بیوت مدوز (به انگلیسی: Butte Meadows) یک منطقهٔ مسکونی در ایالات متحده آمریکا است که در شهرستان بیوت، کالیفرنیا واقع شده‌است. بیوت مدوز ۵٫۵۶ کیلومتر مربع مساحت و ۲۸٬۸۰۶ نفر جمعیت دارد و ۱٬۳۲۳ متر بالاتر از سطح دریا واقع شده‌است.